# روژای
روژای (به مجاری:  Rozsály) یک منطقهٔ مسکونی در مجارستان است که در سابولچ-ساتمار-برگ واقع شده‌است. روژای ۱۴٫۸۷ کیلومتر مربع مساحت و ۸۱۴ نفر جمعیت دارد.